# Rubis
Rubis (Euronext: RUI) es una empresa internacional con sede en Francia especializada en el almacenamiento, distribución y venta de petróleo, gas licuado de petróleo (GLP), alimentos y productos químicos. Rubis es líder del mercado en Francia, Suiza, Bermudas, Jamaica, Madagascar, Marruecos, Antillas Francesas, Guayana, Senegal, Islas del Canal y Kenia. Los negocios de la compañía son llevados a cabo por una serie de subsidiarias, incluidas Coparef, Rubis Terminal, Vitogaz, Kelsey Gas Ltd, Lasfargaz, La Collette Terminal, entre otras.